# Cardamine opizii
Cardamine opizii là một loài thực vật có hoa trong họ Cải. Loài này được J. Presl & C. Presl mô tả khoa học đầu tiên.